# Giovanni Di Lorenzo
Giovanni Di Lorenzo (Castelnuovo di Garfagnana, 1993. augusztus 4.) olasz válogatott labdarúgó, a Napoli játékosa. 

## Pályafutása

### Klubcsapatokban
A Lucchese és a Reggina korosztályos csapataiban nevelkedett. 2011. május 29-én mutatkozott be a Reggina felnőtt csapatában a Sassuolo csapata elleni másodosztályú bajnoki mérkőzésen. A 2012–2013-as szezont kölcsönben a Cuneo  csapatánál töltötte. 2015-ben a Matera csapata szerződtette. Szeptember 6-án mutatkozott be az Akragas ellen. 2017. augusztus 30-án 600 000 euróért szerződtette a másodosztályú Empoli. Szeptember 3-án az AS Bari ellen lépett először pályára tétmérkőzésen. 2018. április 23-án első gólját jegyezte a Frosinone Calcio ellen. A szezon végén bajnoki címet szereztek és feljutottak az élvonalba. Augusztus 19-én az első osztályban debütált a Cagliari Calcio ellenfeleként. 2019. június 7-én jelentették be, hogy a Napoli labdarúgója lett. Augusztus 24-én a Fiorentina ellen, csereként mutatkozott be. Egy héttel később a Juventus FC ellen megszerezte első gólját is új klubjában.

### A válogatottban
Többszörös korosztályos válogatott. 2019. október 15-én gólpasszal mutatkozott be Liechtenstein elleni 5–0-ra megnyert, 2020-as labdarúgó-Európa-bajnokság selejtező mérkőzésen. 2021. június 1-jén bekerült a 2020-as labdarúgó-Európa-bajnokságra utazó 26 fős keretbe. Július 11-i döntőben kezdőként lépett pályára Anglia ellen és tizenegyesrúgások után megnyerték az Európa-bajnokságot. 2024. június 6-án bekerült a 2024-es labdarúgó-Európa-bajnokságra utazó végleges keretbe.

## Statisztika

### A válogatottban
2021. július 11-én frissítve.
| Nemzet      | Év       | Mérkőzés | Gól |
| ----------- | -------- | -------- | --- |
| Olaszország | 2019     | 2        | 0   |
| Olaszország | 2020     | 3        | 0   |
| Olaszország | 2021     | 8        | 0   |
| Összesen    | Összesen | 13       | 0   |

## Sikerei, díjai

### Klub
- Empoli
  - Serie B: 2017–18

- Napoli
  - Serie A: 2022–23
  - Olasz kupa: 2019–20

### Válogatott
- Olaszország
  - Labdarúgó-Európa-bajnokság: 2020